# Фенербахче (квартал)
Фенербахче (на турски: Fenerbahçe) е квартал в район Кадъкьой, Истанбул, Турция. Населението му е 20 872 души (2023). Намира се от азиатската страна, на брега на Мраморно море. Името означава „градина на фар“ на турски (от fener, което означава „фар“, и bahçe, което означава „градина“), отнасяйки се до историческия фар на Фенербахче, разположен във Фенербахче.
Фенербахче граничи с Гьозтепе, Джадебостан и Чифтехавузлар на изток, Фенерйолу, Къзълтопрак и Мода на север.
Кварталът е дал името си на Фенербахче, професионалният спортен клуб, базиран в района. Домашният стадион на клуба, стадион Шюкрю Сарачоглу, се намира точно извън квартал Фенербахче. Има университет, Университетът на Фенербахче.
- Гледка от квартала
- Паметник изготвен в памет на спортистите на Фенербахче, загубили живота си във войните, водени по време на създаването на Османската империя и съвременната турска държава